# Veines pancréatico-duodénales
Les veines pancréatico-duodénales vascularisent la tête du pancréas et le duodénum et elles accompagnent leurs artères correspondantes : l'artère pancréatico-duodénale supérieure et l'artère pancréatico-duodénale inférieure.
On reconnait une division ventrale (ou antéro-inférieure) et dorsale (ou postéro-supérieure) de la vascularisation veineuse.

## Veines ventrales
On retrouve majoritairement deux veines ventrales, issues de la face antérieure du pancréas : la veine duodéno-pancréatique supéro-antérieure (PDSA) et la veine duodéno-pancréatique inféro-antérieure (PDIA).
La veine PDSA, principale et constante, se draine surtout dans le tronc veineux gastro-colique.
La veine PDIA est quant à elle inconstante, et se jette en majorité dans la veine mésentérique supérieure.

## Veines dorsales
Elles naissent de la face postérieure de la tête du pancréas et sont majoritairement au nombre de deux : la veine duodéno-pancréatique supéro-postérieure (PDSP) et la veine duodéno-pancréatique inféro-postérieure (PDIP).
La veine PDSP est la veine principale et constante du système dorsale ; elle se jette dans la veine porte.
La veine PDIP peut être absente et constitue une veine charnière entre le drainage ventral et dorsal du pancréas ; elle se draine surtout dans la veine mésentérique supérieure.